# Агол Ізраїль Йосипович
Ізраї́ль Йо́сипович Аго́л (*20 листопада 1891, Бобруйськ — †10 березня 1937) — радянський біолог, генетик, філософ, академік АН УРСР. Досліджував дію іонізуючого випромінювання на мутагенез у тварин. Намагався сформувати філософські основи біології на базі марксизму і діалектичного матеріалізму. Завідував відділом генетики в Інституті зоології та біології АН УРСР. Розстріляний у 1937 році за хибним звинуваченням, надалі реабілітований. Батько Вадима Агола (*1929), генетика, вірусолога, члена-кореспондента РАН і РАМН.

## Біографія
Народився в місті Бобруйськ, Російська імперія (зараз Білорусь) .
У 1923 році закінчив Московський університет, а у 1927 — Інститут червоної професури (Москва) у Москві. З 1926 р. працював у Московському зоотехнічному інституті. Займався дослідженнями під керівництвом О. С. Серебровського. Отримав рокфелерівську стипендію для роботи в США, де у 1931 році працював у лабораторії Мьоллера.
У 1928—1932 роках очолював Московську сільськогосподарську академію ім. Тимірязєва. Звільнений з неї, після чого зізнавався у листі, який був опублікований у журналі «ПЗМ» (1932, № 3–4), в «ігноруванні головних питань соціалістичного будівництва, у підміні марксистської методології природничо-науковими теоріями, у ліберальному ставленні до буржуазної науки, у біологізації соціології» тощо.
З 1932 р. працював у Всеукраїнській асоціації марксистсько-ленінських науково-дослідних інститутів (в 1933—1934 рр. — її віце-президент. З 1932 року головний редактор журналу «Успіхи сучасної біології».
Незмінний секретар Президії АН УРСР з 1934 року. У 1934–1937 рр. — завідувач відділу генетики Інституту зоології та біології АН УРСР.
Заарештований 27 травня 1936 року. 14 грудня 1936 року американська газета «Нью-Йорк Таймс» повідомила, що призначений на серпень 1937 року VII Конгрес з генетики в Москві відмінений за наказом радянського уряду, а організатори професори Микола Вавілов і Ізраїль Агол заарештовані в Києві. Напередодні відкриття сесії ВАСГНІЛ газета «Известия» надрукувала «Відповідь наклепникам з „Сайенс Сервис“ і „Нью-Йорк Таймс“». Газета повідомляла, що «пан Агол, який не має нічого спільного з наукою, дійсно заарештований слідчими органами за прямий зв'яхок із троцькістськими вбивцями».
Розстріляний 10 березня 1937 року. Реабілітований 25 травня 1957 г. Вищою колегією Верховного суду СССР.
Син — Вадим (народився 1929 року), член-кореспондент РАН, молекулярний біолог, вірусолог, генетик.

## Науковий внесок
Наукові праці присвячені генетиці та філософським питанням природознавства, зокрема проблемам штучного мутагенезу, органічної доцільності, критиці неовіталізму та неодарвінізму. Досліджував генетичну мінливість у комах (дрозофіл) і мікроорганізмів під впливом рентгенівських променів, вивчав домінантність в процесі генетичних змін. Висвітлював питання методології науки, проблеми еволюції органічного світу.